# نیو مور
نیو مور (به انگلیسی: Newmore) یک برند سیگار است؛ که در حال حاضر توسط بریتیش امریکن توباکو تولید می‌شود. این برند در سال ۲۰۰۲ پایه‌گذاری گردید.